# Augusto Neuparth
Augusto Neuparth (Lisboa, 3 de maig de 1830 — 20 de juny de 1887) fou un insigne instrumentista i un extraordinari intèrpret de fagot portuguès, d'origen alemany. Fou el pare del també compositor i crític musical Júlio Cândido Neuparth.
Va fer els estudis en el Conservatori de la capital portuguesa, emprenent una gira després per França i Alemanya. Va ser professor i secretari del Conservatori de Lisboa i fundà el diari musical O Amphion.